# Нью-Йоркский международный автосалон
Нью-Йоркский международный автосалон (англ. New York International Auto Show) — международная выставка автомобилей и технологий (автосалон), проходящая ежегодно, с 1900 года, в Манхэттене в конце марта или в начале апреля. Один из самых старых автомобильных салонов мира. 
В настоящее время шоу размещается в выставочном и конференц-центре им. Джейкоба Джейвитса. Обычно открытие выставки совпадает с началом пасхальных выходных, а закрытие приходится на первое воскресенье после Пасхи.
В рамках Нью-Йоркского автосалона проходят премьеры новых, обновлённых и концептуальных автомобилей различных автопроизводителей из многих стран мира. Кроме того, в рамках выставки организовываются корпоративные встречи и мероприятия членами Greater New York Auto Dealers Association (GNYADA) и международной ассоциации автомобильных журналистов (IMPA).

## История

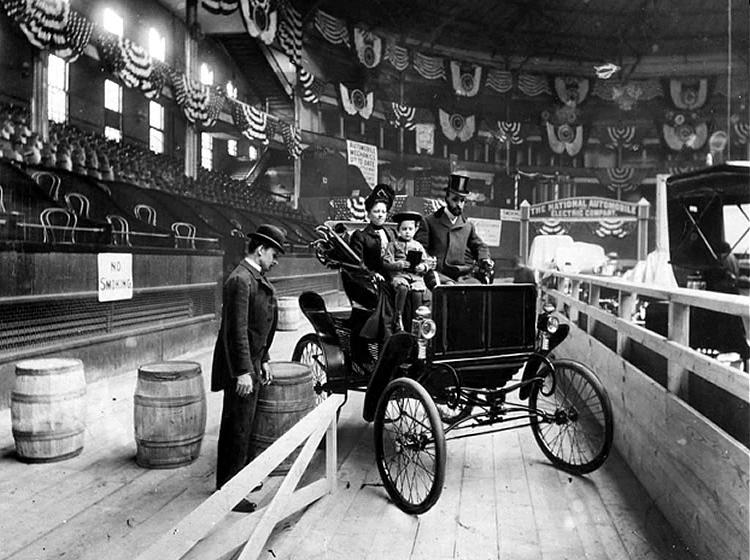
Выставка 1900 года

Первый международный автосалон в Нью-Йорке проходил в 1900 году. 
С 1956 по 1987 год шоу проходило в New York Coliseum, а после было перенесено на выставочные площади конференц-центра имени Джейкоба Джейвитса.

## Выставки

### 2011
Выставка 2011 года проходила с 22 апреля по 1 мая. Дни прессы состоялись 20 и 21 апреля.

#### Премьеры серийных моделей
Мировой дебют
- 2013 Chevrolet Malibu ECO
- 2012 Chevrolet Sonic Z-Spec accessories
- 2011 Chrysler 200 S седан, S кабриолет
- 2012 Chrysler 300 SRT8, S, C Executive Series
- 2012 Dodge Avenger R/T
- 2012 Dodge Charger Mopar Edition
- 2013 Ford Taurus
- 2012 Honda Civic
- 2012 Jaguar XF (фейслифтинг)[3]
- 2012 Jeep Grand Cherokee SRT8
- 2012 Kia Rio sedan
- 2012 Kia Soul
- 2012 Mercedes-Benz C63 AMG Coupe
- 2012 Nissan Versa
- 2012 Porsche Panamera Turbo S
- 2012 Shelby GTS
- 2012 Shelby GT500 Super Snake
- 2012 Subaru Impreza

Дебют в Северной Америке
- 2012 BMW 6 Series Coupe[4]
- 2013 Chevrolet Malibu[5]
- 2012 Fiat 500C[6]
- 2012 Hyundai Accent (дебют в США)[7]
- Lotus Evora S, IPS[8]
- 2012 Mazda3 (дебют в США)[9]
- 2012 Volkswagen Beetle[10]

#### Премьеры концептуальных моделей
Мировой дебют
- Dodge Avenger Mopar/Magneti Marelli Rally Car
- Lexus LF-Gh
- Nissan Leaf NISMO RC
- Scion FR-S Concept
- Suzuki Kizashi Apex Concept
- Suzuki Kizashi EcoCharge Concept

Дебют в Северной Америке
- Infiniti IPL G Convertible concept
- Mazda Minagi
- Mercedes-Benz A-класс Concept
- Saab PhoeniX
- Volkswagen Bulli

### 2012
Выставка 2012 гоа проходила с 6 по 15 апреля. Дни прессы проходили 4 и 5 апреля.

Автомобили выставки 2012 года
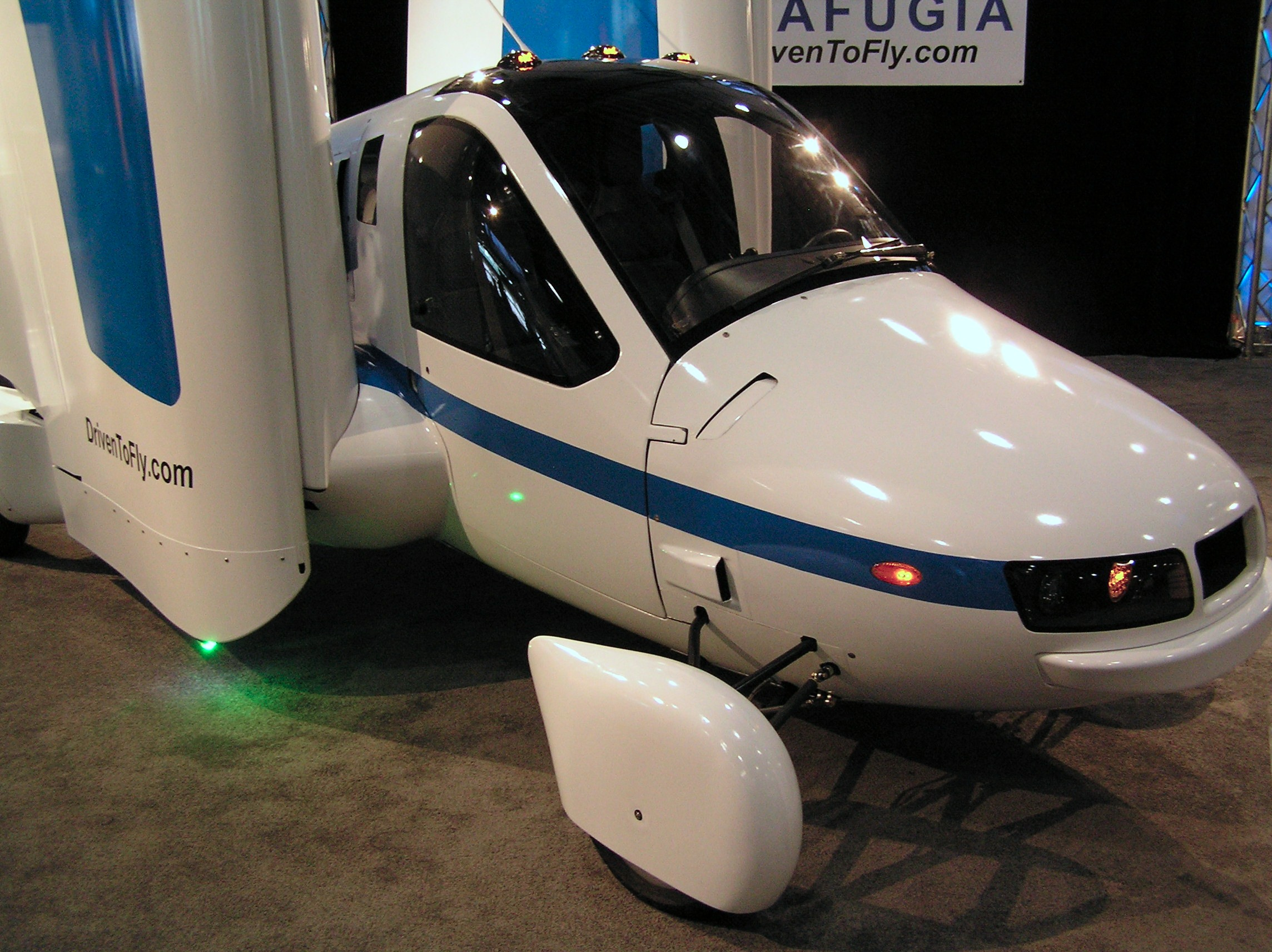
Terrafugia Transition drivable airplane
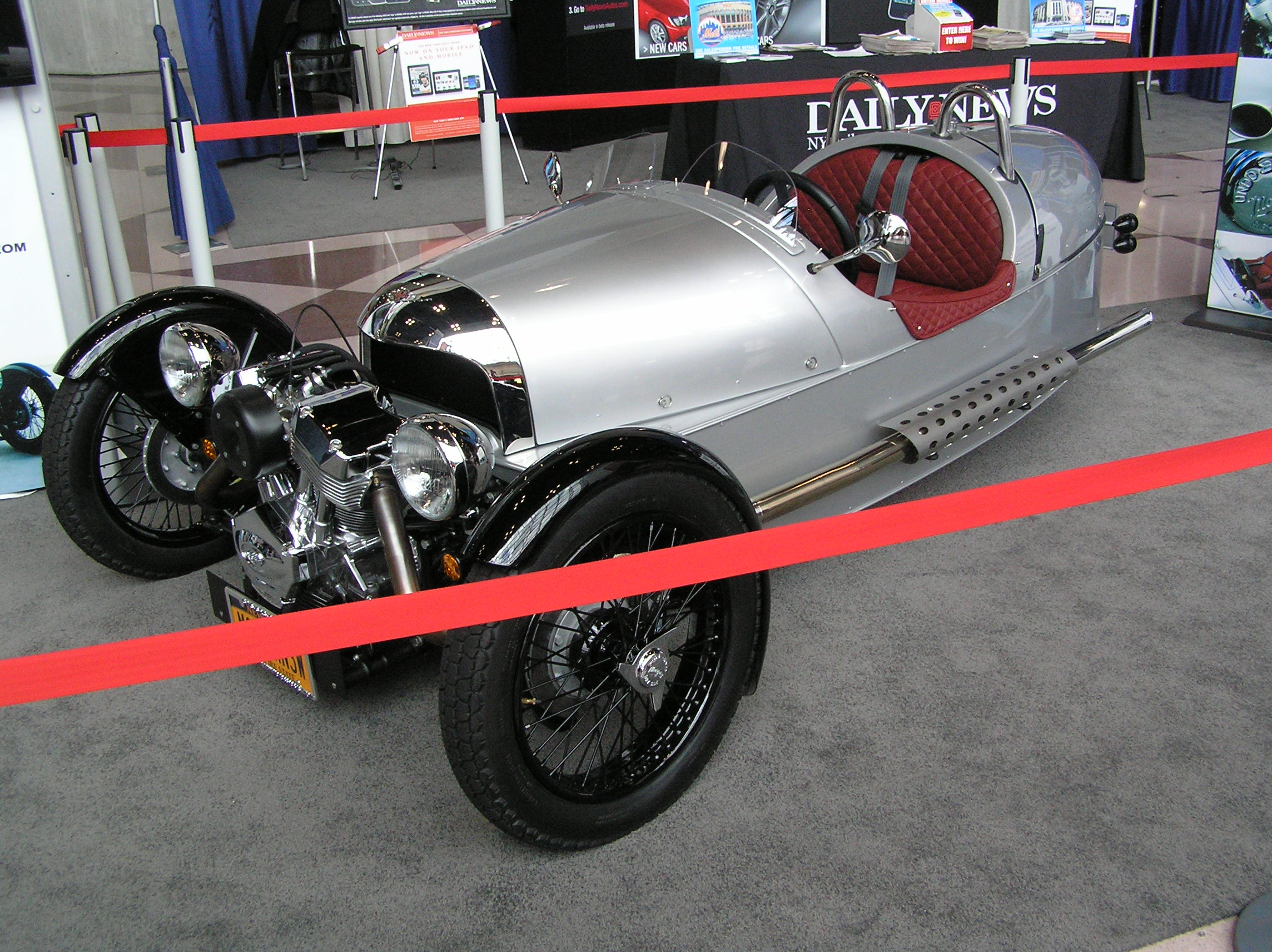
Morgan 3 Wheeler
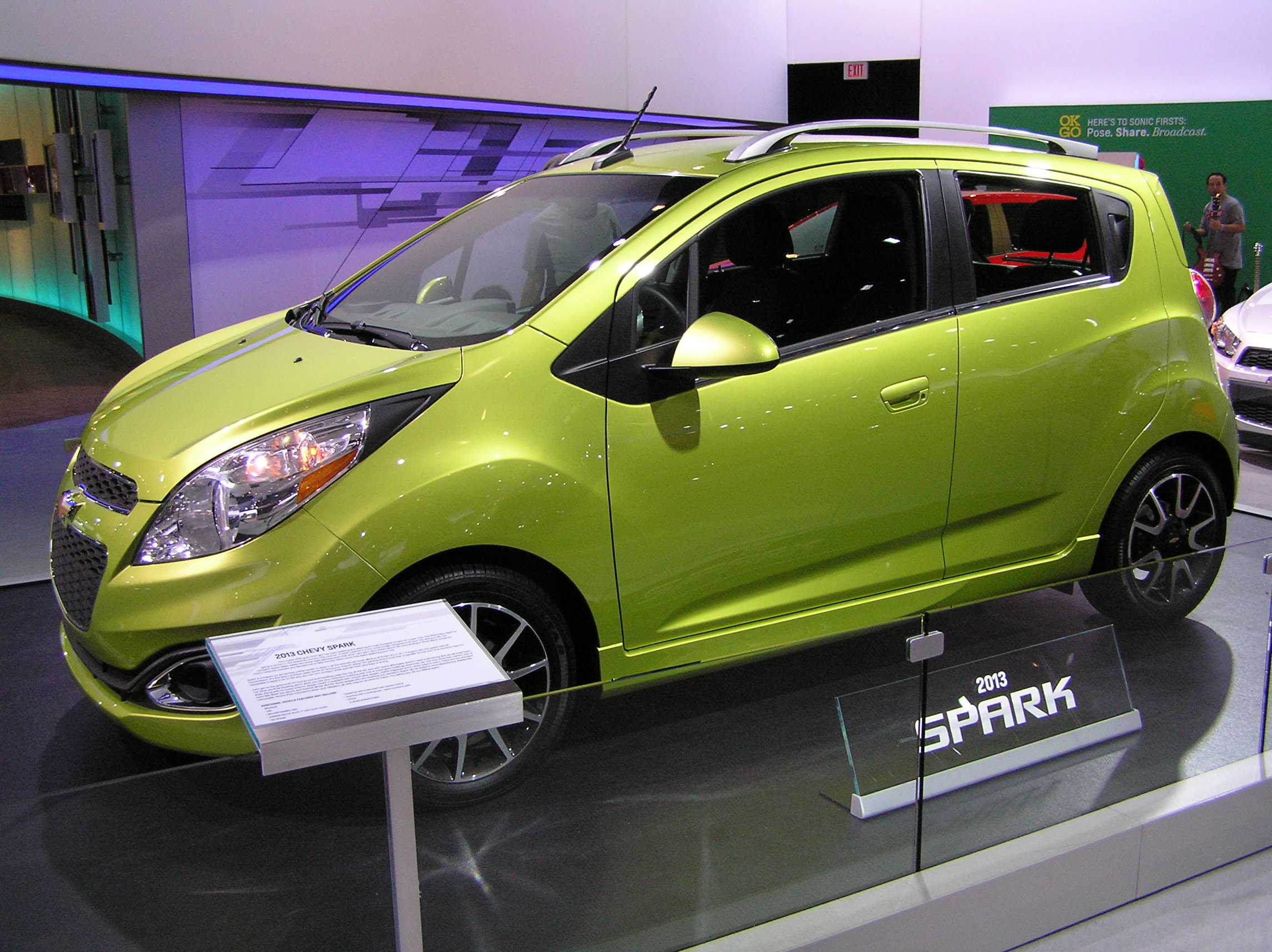
Chevrolet Spark
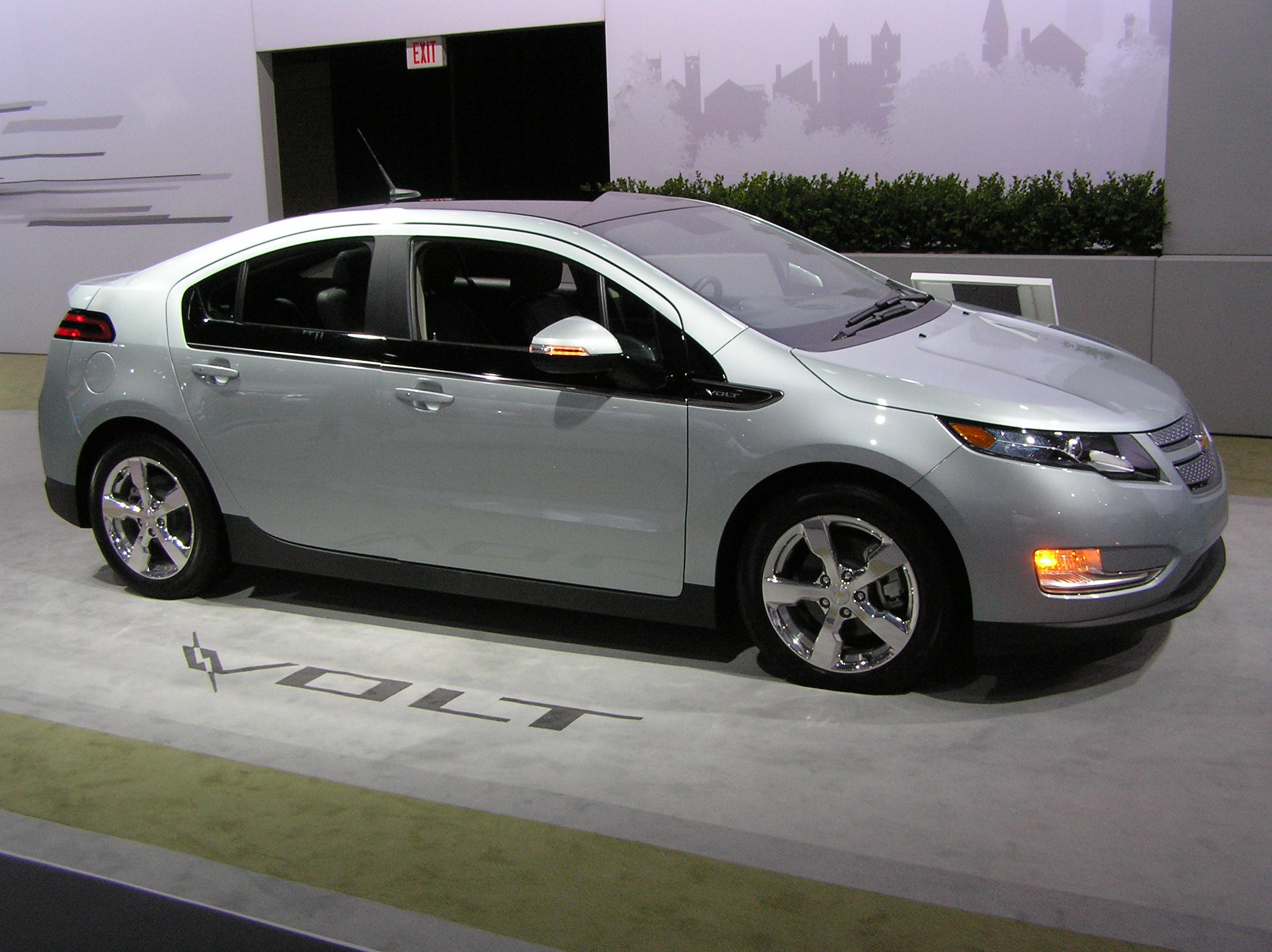
Chevrolet Volt
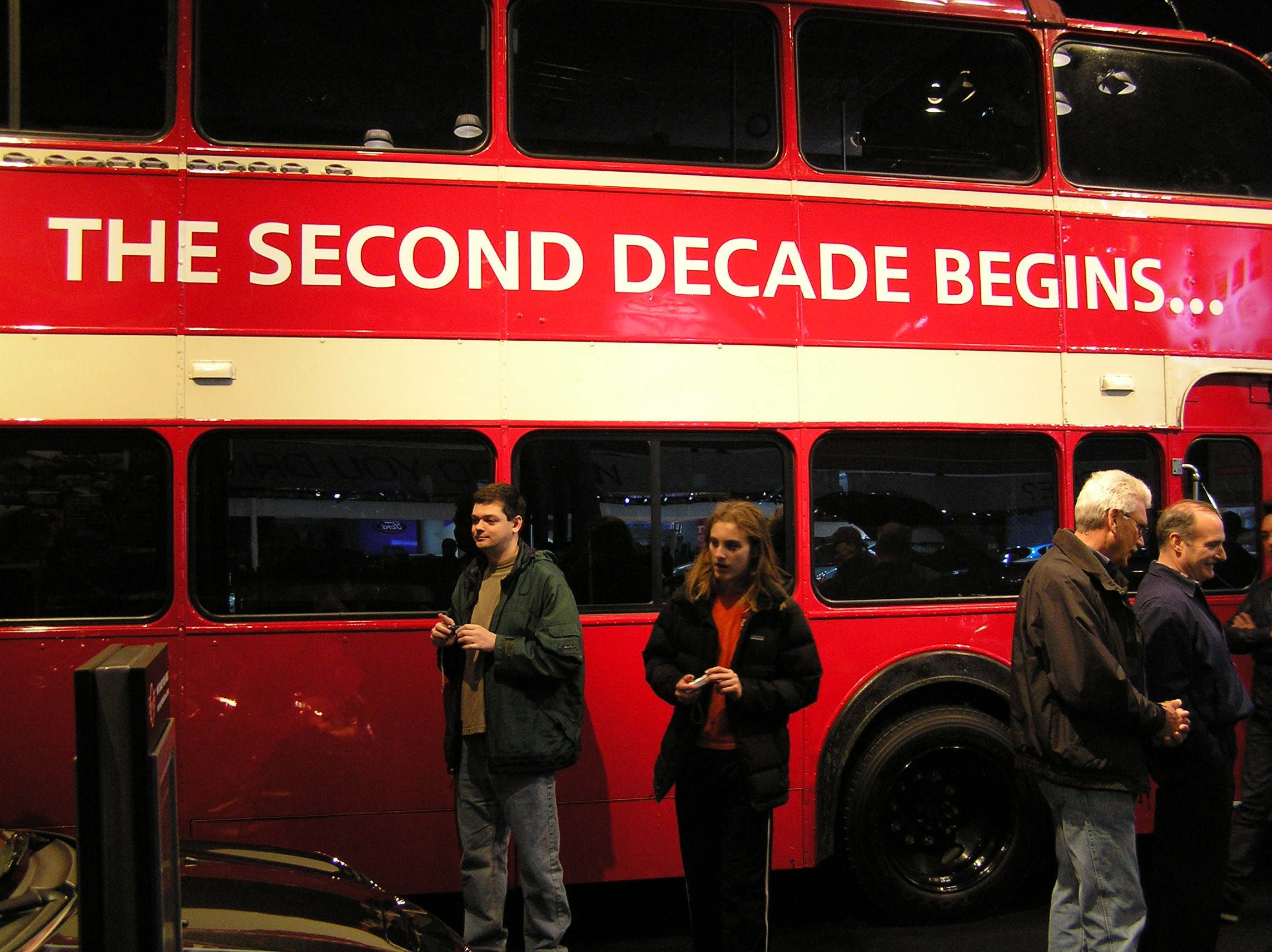
Лондонский автобус Routemaster вместе с Mini

#### Премьеры серийных моделей
Мировой дебют
- 2013 BMW X1 (фейслифтинг)[12]
- 2013 Buick Enclave (фейслифтинг)[13]
- 2013 Cadillac SRX (фейслифтинг)[14]
- 2014 Chevrolet Impala[15]
- 2013 Chevrolet Traverse (фейслифтинг)[15]
- 2013 Ford Explorer Sport[16]
- 2013 GMC Terrain Denali[17]
- 2013 Hyundai Santa Fe Sport[18]
- 2013 Lexus ES[19]
- 2013 Lincoln MKZ[20]
- 2013 Mercedes-Benz GL-класс[21]
- 2013 Mercedes-Benz GLK-класс (фейслифтинг)[22]
- 2013 Mercedes-Benz SL65 AMG[23]
- 2013 Mitsubishi Outlander Sport[24]
- 2013 Nissan Altima[25]
- 2013 Ram 1500 (фейслифтинг)[26]
- 2013 Shelby 1000[27]
- 2013 SRT Viper[28]
- 2013 Subaru Legacy (фейслифтинг)[29]
- 2013 Subaru Outback (фейслифтинг)[29]
- 2013 Subaru XV Crosstrek[30]
- 2013 Toyota Avalon[31]

Дебют в Северной Америке
- 2012 BMW M6[32]
- 2013 Lexus RX 350 F Sport[33]
- Mini Countryman John Cooper Works[34]
- 2013 Porsche Cayenne (дизельный)[35]
- 2013 Toyota Venza (фейслифтинг)[36]

#### Премьеры концептуальных моделей
Мировой дебют
- Acura RLX concept[37]
- Delorean DMC-12 Electric[38]
- Fisker Atlantic[39]
- Honda Crosstour concept[40]
- Infiniti LE[41]

Дебют в Северной Америке
- Mazda Takeri
- Volkswagen (Passat) Alltrack concept[42]

Компания Nissan также представила 2014 Nissan NV200 Taxi.

### 2013
Автосалон 2013 года проходил с 29 марта по 7 апреля. Дни прессы состоялись 27 и 28 марта.

#### Премьеры серийных моделей
Мировой дебют
- 2014 Acura MDX[44]
- 2015 Audi A3 и S3 седан (только для прессы)[45][46]
- 2014 Buick LaCrosse (фейслифтинг)[47]
- 2014 Buick Regal (фейслифтинг)[47]
- 2014 Cadillac CTS[48]
- 2014 Chevrolet Camaro (фейслифтинг),[49] Camaro Z/28[50]
- 2014 Chevrolet SS[49]
- 2014 Dodge Durango (фейслифтинг)[51]
- 2014 Honda Odyssey (фейслифтинг)[52]
- 2014 Hyundai Equus (фейслифтинг)[53]
- 2014 Infiniti QX60 Hybrid[54]
- 2014 Jaguar XJR[55]
- 2014 Jaguar XKR-S GT[56]
- 2014 Jeep Cherokee[57]
- 2014 Kia Forte Koup[58]
- 2014 Kia Optima (фейслифтинг)[59]
- 2014 Kia Soul[60]
- 2014 Mercedes-Benz B-класс Electric Drive[61]
- 2014 Mercedes-Benz CLA45 AMG[62]
- 2014 Nissan Pathfinder Hybrid[63]
- 2014 Range Rover Sport[64]
- 2014 Scion tC (фейслифтинг)[65]
- 2013 Shelby 1000 S/C[66]
- 2014 Subaru XV Crosstrek Hybrid[67]
- 2014 Toyota Highlander[68]
- 2014 Volvo S60, V60, and XC60 R-Design[69]

Дебют в Северной Америке
- 2014 BMW 3 Gran Turismo[70]
- 2014 Chevrolet Corvette Stingray Convertible[49]
- 2014 Mitsubishi Mirage[71]
- 2014 Porsche 911 GT3[72]
- Rolls-Royce Wraith[73]
- 2015 Volkswagen Golf[74]
- 2014 Volvo S60, S80, XC60, and XC70 (facelifts)[75][76]

#### Премьеры концептуальных моделей
Мировой дебют
- Subaru WRX Concept[77]

Дебют в Северной Америке
- Audi A3 Sportback E-Tron concept[78]
- BMW Concept Active Tourer[70]

### 2014
Выставка 2014 года проходила с 18 по 27 апреля. Дни прессы традиционно состоялись до официального открытия автосалона (16 и 17 апреля).

#### Премьеры серийных моделей
Мировой дебют
- 2015 Acura TLX (серийная версия)[79]
- 2015 Aston Martin DB9 Carbon Edition[80]
- 2015 Aston Martin Vantage GT[80]
- 2014-15 Audi RS 7 dynamic edition[81]
- 2015 BMW M4 Convertible[82]
- 2015 BMW X4[83]
- 2015 Chevrolet Corvette Z06 Convertible[84]
- 2015 Chevrolet Cruze (фейслифтинг)[85]
- 2015 Dodge Challenger (фейслифтинг)[86]
- 2015 Dodge Charger (рестайлинг)[86]
- 2015 Ford Focus (4-дверный седан), Focus Electric (фейслифтинг)[87]
- 2015 Ford Mustang 50 Year Limited Edition[88]
- 2015 Infiniti Q70 (фейслифтинг)[89]
- 2015 Infiniti QX80 (фейслифтинг), QX80 Limited[89]
- 2015 Kia Sedona[90]
- 2015 Mazda MX-5 Miata 25th Anniversary Edition[91]
- 2015 Mercedes-Benz S63 AMG Coupé[92]
- 2015 Mini Countryman (фейслифтинг)[93]
- 2015 Nissan Murano[94]
- 2015 Nissan Versa (фейслифтинг)[95]
- 2014 Scion FR-S RS 1.0[96]
- 2014 Scion xB RS 10.0 (Electric Quartz)[97]
- 2015 Subaru Outback[98]
- 2015 Toyota Camry (рестайлинг)[99]
- 2015 Volkswagen Jetta (фейслифтинг)[100]

Дебют в Северной Америке
- 2015 Alfa Romeo 4C[101]
- 2016 Audi A3 Sportback TDI[102]
- 2015 BMW 4 Series Gran Coupé[83]
- 2015 BMW Alpina B6 xDrive Gran Coupe[83]
- 2015 Chevrolet Trax (дебют в США)[103]
- 2015 Ford Focus (5-door hatchback) (фейслифтинг)[87]
- 2015 Hyundai Sonata[104]
- 2015 Jeep Renegade[105]

#### Премьеры концептуальных моделей
Мировой дебют
- Ford Transit Skyliner[106]
- Land Rover Discovery Vision Concept[107]

Дебют в Северной Америке
- BMW Concept X5 eDrive[83]
- Volkswagen Golf SportWagen (предсерийный концепт)[108]

### 2015
Выставка 2015 года проходила с 3 по 12 апреля. Дни прессы состоялись 1 и 2 апреля.

#### Премьеры серийных моделей
Мировой дебют
- 2016 Buick Enclave Tuscan Edition[109]
- 2016 Cadillac CT6[110]
- 2016 Chevrolet Malibu[111]
- 2016 Chevrolet Spark[112]
- 2016 GMC Terrain (фейслифтинг)[113]
- 2016 Infiniti QX50[114]
- 2016 Jaguar XF[115]
- 2016 Kia Optima[116]
- 2016 Lexus RX[117]
- 2016 Mazda MX-5 Club[118]
- 2016 McLaren 570S[119]
- 2016 Mercedes-Benz GLE-класс (рестайлинг)[120]
- 2016 Mitsubishi Outlander (рестайлинг)[121]
- 2016 Nissan Maxima[122]
- 2016 Porsche Boxster Spyder[123]
- 2016 Range Rover SVAutobiography[124]
- 2016 Range Rover Sport HST Limited Edition[125]
- 2016 Scion iA[126]
- 2016 Scion iM[127]
- 2016 Toyota RAV4 Hybrid[128]

Дебют в Северной Америке
- Aston Martin Vulcan[129]
- 2016 BMW Alpina B6 xDrive Gran Coupe (рестайлинг)[130]
- 2016 Ford Focus RS[131]
- 2016 Hyundai Tucson[132]
- 2016 Smart Fortwo[133]
- 2016 Mercedes-AMG G65[134]

#### Премьеры концептуальных моделей
Мировой дебют
- Honda Civic (10th generation) Concept[135]
- Lincoln Continental Concept[136]
- Subaru BRZ STi Performance Concept[137]

Дебют в Северной Америке
- Infiniti QX30 Concept[114]

#### Гоночные автомобили
- Subaru WRX STi Rallycross car (VT15x)[138]

### 2016
Автосалон 2016 года проходил с 25 марта по 3 апреля. Дни прессы прошли 23 и 24 марта.

#### Премьеры серийных моделей
Мировой дебют
- 2017 Acura MDX (рестайлинг)[139]
- 2017 Audi R8 Spyder[140]
- 2017 Buick Enclave Sport Touring Edition[141]
- 2017 Buick Encore (рестайлинг)[142]
- 2017 Chevrolet Camaro ZL1[143]
- 2017 Chevrolet Sonic (рестайлинг)[144]
- 2017 Chrysler 300S w/ Sport Appearance Packages[145]
- 2016 Ford Shelby Mustang GT-H[146]
- 2017 GMC Terrain Nightfall Edition[147]
- 2017 Infiniti QX70 Limited[148]
- 2017 Jeep Grand Cherokee Summit (рестайлинг)[149]
- 2017 Jeep Grand Cherokee Trailhawk[150]
- 2017 Mazda MX-5 RF[151]
- 2017 Mercedes-AMG C63 Cabriolet[152]
- 2017 Mercedes-AMG E43[153]
- 2017 Mercedes-AMG GLC43, GLC43 Coupe[154][155]
- 2017 Mercedes-Benz CLA-класс (рестайлинг)[156]
- 2017 Mercedes-Benz GLC Coupe[157]
- 2017 Mini Clubman ALL4[158]
- 2017 Mini John Cooper Works Convertible[158]
- 2017 Nissan GT-R (рестайлинг)[159]
- 2017 Nissan Titan[140]
- 2016 Scion tC RS 10.0 (Barcelona Red)[160]
- 2017 Subaru Impreza[161]
- 2017 Toyota 86 (рестайлинг Scion FR-S)[162]
- 2017 Toyota Corolla 50th Anniversary Special Edition[163]
- 2017 Toyota Highlander (рестайлинг)[164]
- 2017 Toyota Prius Prime (PHEV)[165]

Дебют в Северной Америке
- 2017 Alfa Romeo Giulia, Giulia Ti[166]
- 2017 BMW Alpina B7 xDrive[167]
- 2017 BMW M760i xDrive[167]
- 2017 BMW 330e iPerformance[168]
- 2017 Fiat 124 Spider Elaborazione Abarth[169]
- 2017 Honda Clarity FCV (для США)[170]
- 2017 Hyundai Ioniq Hybrid, Plug-in, Electric[171]
- 2017 Jaguar F-Type SVR[172]
- 2017 Kia Cadenza[140]
- 2017 Koenigsegg Regera[173]
- 2018 Lexus LC500h[174]
- 2017 Maserati Levante[175]
- 2017 Mitsubishi Mirage G4 Sedan[140]
- 2017 Mitsubishi Outlander PHEV[140]
- 2017 Porsche 718 Boxster[176]
- 2017 Porsche 911 R[176]
- 2017 Porsche Macan (I4 турбо)[176]
- 2017 Rolls-Royce Ghost и Wraith Black Badge[177]
- 2017 Spyker C8 Preliator[178]
- 2017 Volkwagen Golf Alltrack[179]
- 2017 Volvo XC90 Excellence (US debut)[180]

#### Премьеры концептуальных моделей
Мировая премьера
- Genesis New York Concept[181]
- Lincoln Navigator Concept[182]

Дебют в Северной Америке
- 2017 Honda Civic Hatchback прототип[183]
- Volkswagen BUDD-e (дебют в США)[184]

#### Гоночные автомобили
- Acura NSX GT3[185]
- Honda Civic Coupe GRC[186]

### 2017
В 2017 году выставка проходила с 14 апреля по 23 апреля.

#### Премьеры серийных моделей
Мировой дебют
- 2018 Acura TLX (рестайлинг) [187]
- 2018 Audi R8 Audi Sport special edition [188]
- 2018 Buick Enclave [189]
- 2018 Buick Regal [189]
- 2018 Chevrolet Corvette Carbon 65 Edition[190]
- 2018 Chevrolet Tahoe, Suburban RST [191]
- 2018 Dodge Challenger SRT Demon [192]
- 2018 Ford Explorer (рестайлинг) [193]
- 2018 Ford Fusion Police Responder Hybrid Sedan [194]
- 2017 Honda Civic Si (характеристики серийной модели) [195]
- 2018 Honda Clarity PHEV and EV [196]
- 2018 Jeep Grand Cherokee TrackHawk [197]
- 2017 Jeep Wrangler Chief, Smokey Mountain special editions [198]
- 2018 Koenigsegg Agera RS1 [199]
- 2018 Lexus LS 500 F Sport [200]
- 2018 Lincoln Navigator [201]
- 2018 Maserati Ghibli Nerissimo [202]
- 2018 Mercedes-AMG GLC63, GLC63 Coupe, GLC63 S Coupe [203]
- 2018 Mitsubishi Outlander Sport (рестайлинг) [204]
- 2018 Nissan 370Z Heritage Edition [205]
- 2017 Ram 1500 Sublime Sport, Rebel Blue Streak[206]
- 2018 Subaru Outback (рестайлинг) [207]
- 2018 Toyota Sienna (рестайлинг) [208]

Дебют в Северной Америке
- 2018 Alfa Romeo Stelvio [209]
- 2018 Audi RS 3 (седан) [210]
- 2018 Audi RS 5 (купе) [211]
- 2018 Audi TT RS [212]
- 2017 Honda Civic Type R [213]
- 2018 Hyundai Sonata (рестайлинг) [214]
- 2018 Infiniti Q50 (рестайлинг) [215]
- 2018 Jaguar F-Type (рестайлинг) [216]
- 2018 Kia Rio [217]
- 2018 Lamborghini Huracán Performante [218]
- 2018 Maserati GranTurismo Sport Special Edition [202]
- 2018 Mercedes-AMG E63 универсал [219]
- 2018 Mercedes-Benz E-класс кабриолет [219]
- 2017 Nissan GT-R Track Edition [220]
- 2018 Porsche 911 GT3, GTS (рестайлинг) [221]
- 2018 Porsche Panamera Sport Turismo, Turbo S E-Hybrid [221]
- 2018 Range Rover Velar [222]
- 2019 Spyker C8 Preliator Spyder [223]
- 2018 Subaru XV/Crosstrek [224]
- 2018 Toyota Yaris (рестайлинг) [225]
- 2018 Volkswagen Golf GTI, Wagon, Alltrack, R (рестайлинг) [226]
- 2018 Volvo S90, S90L T8 PHEV [227]
- 2018 Volvo XC60 [228]

#### Премьеры концептуальных моделей
Мировой дебют
- Genesis GV80 Fuel Cell Concept [229]
- Infiniti QX80 Monograph [230]
- Nissan GT-R Copzilla [231]
- Nissan Rogue Dogue Project Vehicle [232]
- Nissan Rogue Trail Warrior Project[233]
- Subaru Ascent SUV Concept [234]
- Toyota FT-4X [235]

Дебют в Северной Америке
- Mercedes-AMG GT Concept [219]

#### Гоночные автомобили
- Audi R8 LMS GT4 [236]